# لوغان ويب
لوغان ويب (بالإنجليزية: Logan Webb)‏ هو لاعب كرة قاعدة أمريكي، ولد في 18 نوفمبر 1996 في روكلين في الولايات المتحدة.

## وصلات خارجية
- لوغان ويب على موقع دوري كرة القاعدة الرئيسي (الإنجليزية)
- لوغان ويب على موقعبيزبول رفرنس.كوم (الدوري الرئيسي) (الإنجليزية)
- لوغان ويب على موقعبيزبول رفرنس.كوم (الدوري الثانوي) (الإنجليزية)
- لوغان ويب على موقع إي إس بي إن.كوم (أم.أل.بي) (الإنجليزية)
- لوغان ويب على موقع مشجعي الرسوم البيانية (الإنجليزية)